# 千穂ヶ峯
千穂ヶ峯（ちほがみね）は、和歌山県新宮市の山。最高地点のある北のピークにちなんで権現山（ごんげんやま）とも。

## 概要
千穂ヶ峯は新宮市中心市街の西側に南北方向にそびえ立ち、市街地と熊野川を隔てている。2つのピークがあり、最高地点は北の権現山（ごんげんやま、253m）だが、神倉神社の所在地として知られる南の神倉山（かんのくらやま、199m）の方が名高い。数値のみで見れば都市近郊の低山に過ぎないが、とりわけ熊野川に臨む西面は急峻に切り立った崖をなしており、険山の様相を呈する。
千穂ヶ峯は、古くは鎮護ヶ峯（ちんごがみね）と称されていた。往時には、修験者たちの修行や国家鎮護の祈念が行われた山篭の聖地であったと考えられており、山中からは経塚や経筒が発見されている。また、神倉山にある神倉神社は、熊野速玉大社の運営にあたった修験者の集団・神倉聖（かんのくらひじり）が本拠地であった。
2つのピークをつなぐ尾根道が登山道として整備されており、近畿自然歩道の一部に指定されている。登山道は、神倉神社の付近から入り、熊野速玉大社近くの住宅地に降り立つ。山上の林は国有林（権現山国有林）であり、良好な照葉樹林が残された箇所がある。また、世界遺産（熊野速玉大社）のコアゾーンおよびバッファゾーンの一部でもある。

## 文献
- 「角川日本地名大辞典」編纂委員会、1985、『角川日本地名大辞典 30』、pp672-673. 角川書店 ISBN 4-04-001300-X
- 平凡社編、1983、『和歌山県の地名』、平凡社（日本歴史地名大系31）、pp.736-737.